# SD Ponferradina
Sociedad Deportiva Ponferradina är en spansk fotbollsklubb från Ponferrada. 
Klubben grundades 1922 och spelar sina hemmamatcher på Estadio El Toralín.

## Placering tidigare säsonger
SD Ponferradina kom 4:a i Segunda División B 2005/2006 och blev därför uppflyttade till Segunda División, men återvände till Segunda División B igen 2007.
| Säsong  | Nivå | Liga               | Placering | Referens | Notering                         |
| ------- | ---- | ------------------ | --------- | -------- | -------------------------------- |
| 2018/19 | 3    | Segunda División B | 2         |          | Uppflyttad till Segunda División |
| 2019/20 | 2    | Segunda División   | 18        | [ 3 ]    |                                  |
| 2020/21 | 2    | Segunda División   | 8         | [ 4 ]    |                                  |
| 2021/22 | 2    | Segunda División   | 8         | [ 5 ]    |                                  |

## Kända spelare
- Lucas Domínguez
- Francisco Prieto
- Óscar de Paula
- Juan Manuel Fuentes
- Kepa Arrizabalaga (2015)